# Nederling
Nederling ist ein alter Münchner Ortsteil, der nordwestlich des Stadtzentrums gelegen ist. Ursprünglich war Nederling ein Weiler zwischen Moosach und Gern mit zwei, zeitweise drei Höfen, wovon bis zur Säkularisation im Jahr 1803 der Dießener Hof dem Kloster Dießen gehörte und der Frimmer-Hof der Münchner Pfarrei St. Peter. Heute gehört der Ortsteil zur römisch-katholischen Pfarrei München-St. Mauritius.

## Geschichte

Gut Nederling (Heutiger Zustand)

Die erste urkundliche Erwähnung (soweit bekannt) der Siedlung datiert auf 1317, als Ulrich von Tor einen Hof in Noederling dem Kloster Dießen übergab. 1362 wird im Grundbuch des Klosters ein Hof als Besitz genannt. Der Name bedeutet entweder „bei Nodirlo“ oder „in der Einöde“ (Ederling). Vermutlich lagen die kargen Äcker und Wiesen überwiegend im Westen, im Süden stieß man bald auf die Fluren der Gerner Bauern, im Norden auf die der Moosacher. Ursprünglich wurde wahrscheinlich auch der Wald des jetzigen Kapuzinerhölzls von den Nederlingern genutzt. Dieser kleine Eichenwald ist ein historisch bedeutsamer Ort.

### Dreißigjähriger Krieg
Als die Schweden und Franzosen im Dreißigjährigen Krieg unter den Generälen Wrangel und Turenne 1648 auf ihrem Weg nach Osten zehn Mal den Inn zu überqueren versucht hatten und Hochwasser sie zehn Mal daran hinderte, zogen sie sich über Moosburg, Freising und Dachau zurück, unterbrachen aber ihren Rückzug zugunsten einer Jagd, die die Herren Generäle in dem wildreichen Gebiet nördlich des damaligen Dorfes Kemnaten, das später in dem Stadtteil Nymphenburg aufgegangen ist, durchführen ließen. Der kaiserliche Reiteroberst Johann von Werth machte sich von München aus auf den Weg und stieß am Morgen des 15. Oktober 1648 in einem nebelverhangenen Waldstück, vermutlich dem Kapuzinerhölzl, auf die ersten Feinde, die im Jagdeifer zunächst gar nicht merkten, was geschah.
Es entwickelte sich hieraus die letzte Schlacht des Dreißigjährigen Krieges, wobei ungeklärt ist, wie weit sich der Kampf hinzog und wo sein Schwerpunkt war. Es fielen etwa 400 bis 500 Mann der schwedischen und französischen Truppen oder ertranken im Dachauer Moos, das damals viel weiter nach Süden reichte als heute. 700 einfache Soldaten und 120 Offiziere wurden gefangen genommen und anderntags im Triumph in München vorgeführt. 1000 Pferde kamen um. General von Wrangel verlor seinen goldenen Degen. Außerdem ging ein kostbares Essgeschirr verloren. Wrangel und Turenne aber entkamen und äscherten in ihrer Wut beim weiteren Rückzug noch 20 schwäbische Dörfer ein.

### 18. und 19. Jahrhundert

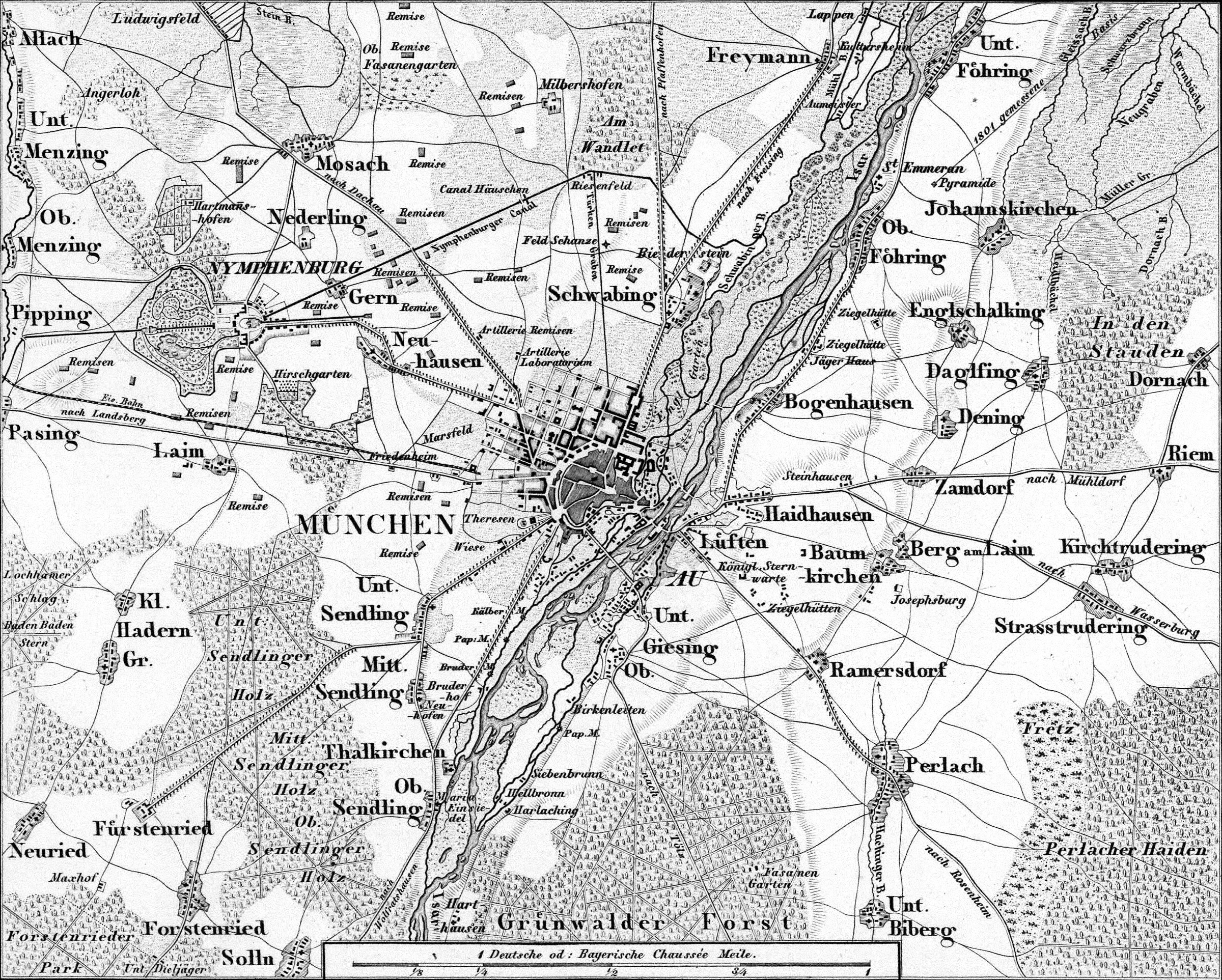
Nederling auf einer Karte von 1856

Im 18. Jahrhundert gehörte Nederling zum Gerichtsamt Neuhausen. Die Südgrenze der damaligen Hofmark Moosach umging die Nederlinger Höfe in knappem Abstand. Bei der Gemeindebildung 1818 kam Nederling im Zuge der Gemeindebildung zur Gemeinde Moosach. Kirchlich gehörte es, wie Moosach auch zur Pfarrei Feldmoching, zur Schule gingen die Kinder nach Nymphenburg. 1913 wurde Nederling zusammen mit Moosach von München eingemeindet.
Die Nederlinger Höfe haben oft die Besitzer gewechselt, zeitweise standen sie auch leer. 1840 lebten in Nederling 14 Personen. Es gab dort drei Höfe und eine Kapelle. 1875 waren es 28 Bewohner, in den Ställen standen 9 Pferde und 43 Stück Rindvieh. Der Bankier Eugen Gutmann erwarb Anfang des 20. Jahrhunderts den Frimmer-Hof, 1914 auch den Dießener-Hof, vereinigte beide zum Gut Nederling und verpachtete es an die Bayerische Landesanstalt für Pflanzenbau und Pflanzenschutz, die dort bis Anfang der 1960er Jahre ein Versuchsgut betrieb. Da Gutmann Jude war, wurde das Nederlinger Gut 1937 enteignet und kam an die Stadt München, die nach dem Krieg eine Entschädigung zahlte. Von 1939 bis 1959 war der Frimmer-Hof an einen Schweinezüchter vermietet. Seit 1962 sind in den Gebäuden des Nederlinger Gutes Wohn- und Betriebsgebäude der Stadtgartendirektion untergebracht. Im November 2003 wurde der Dießener-Hof verkauft und umgebaut. Bis 2016 wurde dort ein Volkstheater und eine Gaststätte mit Biergarten betrieben, dann eine zweisprachige Schule und zweisprachiger Kindergarten. Die Nederlinger Äcker und Wiesen wurden seit dem Ende des 19. Jahrhunderts Stück für Stück bebaut. Den Anfang machte der Westfriedhof, für den die Stadt München 1893 außerhalb ihrer damaligen Grenzen 12 Hektar von der Gemeinde Moosach kaufte und der im Lauf der Zeit immer wieder erweitert wurde. Der Friedhof mit der Aussegnungshalle und Nebengebäuden ist ein Werk des Stadtbaumeisters Hans Grässel. Die letzten größeren Flächen der Nederlinger Fluren (die Schäferwiese) wurden ab 1983 mit der sog. „Metten-Siedlung“ bebaut.

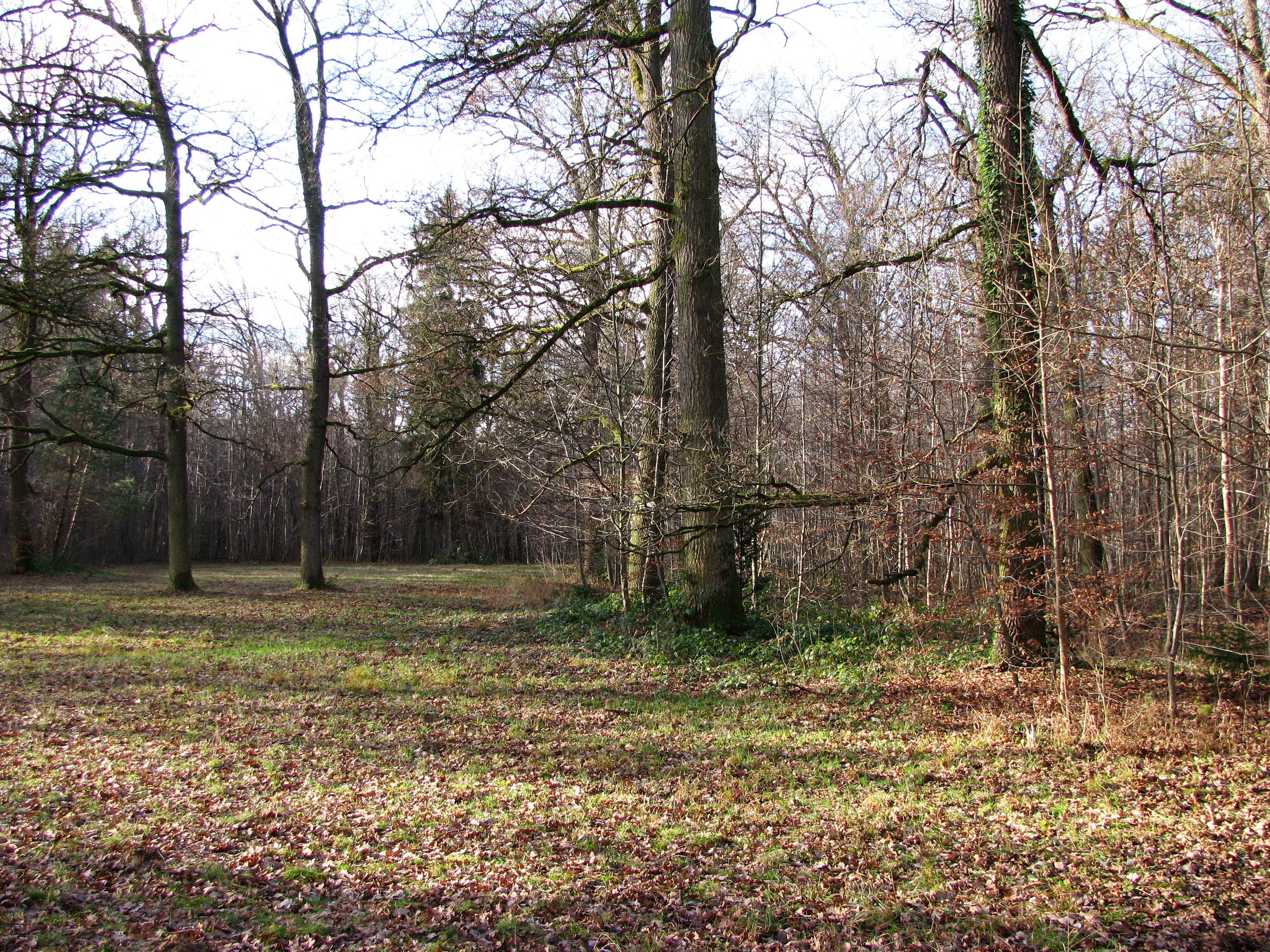
Kapuzinerhölzl

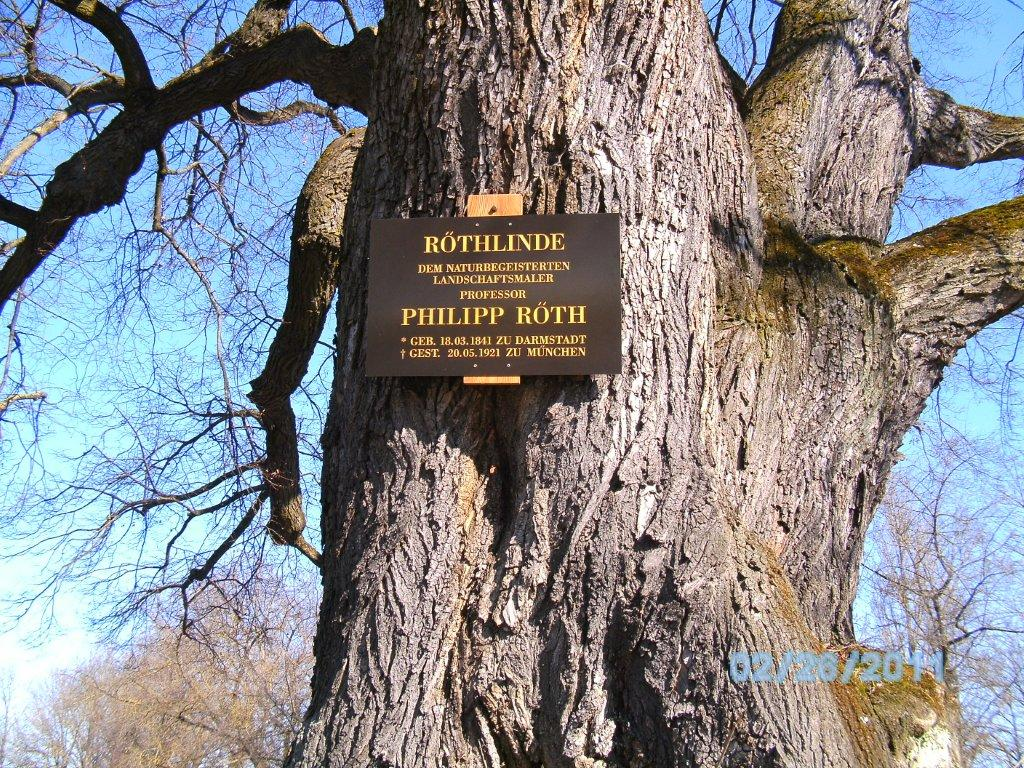
Schild am Stamm der Röth-Linde im Frühjahr 2011

Zwischen dem Kapuzinerhölzl und der Dachauer Straße gibt es fünf Heimgartenanlagen. Die älteste davon und zugleich die erste, die man in München überhaupt anlegte, wurde 1906 an der Baldurstraße gegenüber dem Westfriedhof errichtet und dem gleichzeitig gegründeten „Heimgartenbund“ anvertraut. Sie heißt nach dem damaligen städtischen Kommunalreferenten, dessen Initiative sie ihre Entstehung verdankt, „Heinrich-Schlicht-Anlage“.
Die mächtige und ehrwürdige Nederlinger Linde unmittelbar neben dem Gut Nederling und südlich der Kleingartenanlage NW 12 gehört zu den ältesten Bäumen Münchens. Unter ihr hat der Gerner Maler Philipp Röth oft gesessen und Landschaftsbilder gemalt, weshalb sie auch als Röth-Linde bezeichnet wird.
Nach der Häuserstatistik um 1800 bestand Nederling aus zwei Anwesen und gehörte zur Hauptmannschaft Neuhausen, Amt Neuhausen, Landgericht Dachau. 1902 wurde das Amt Neuhausen mit Nederling an das neu gebildete Landgericht München abgetreten.
Eine Landkarte von 1812 zeigt, dass Nederling ein Kreuzungspunkt von lokaler und überregionaler Bedeutung war. Es führte dort die Straße von München über Neuhausen und Gern nach  Obermenzing (jetzige Nederlinger Straße), eine andere von der Ludwig-Ferdinand-Brücke am großen Nymphenburger Kanal an der Nederlinger Linde vorbei nach Moosach. Sie ist zum Teil noch als ein Weg innerhalb der Heimgartenanlage beim Nederlinger Gut erhalten. Eine weitere Straße ging von Nederling über das Gelände der jetzigen Metten-Siedlung und ihrer Grünanlage in Richtung Kapuzinerhölzl zur jetzigen Straße In den Kirschen. Sie hieß zuletzt Röhrmooser Straße, führte in sanften Kurven zwischen Getreidefeldern dahin und war eine Freude für Fußgänger und Radfahrer, die nach Nymphenburg, Obermenzing oder Pasing wollten. Als  man für die Olympischen Spiele 1972 vorübergehend einen Parkplatz auf dem Gelände der jetzigen Metten-Siedlung einrichtete, glaubte man, sie für den Verkehr sperren zu müssen. Das war ihr Ende. Bald war sie eingepflügt. Von Nederling führte außerdem eine Straße nach Osten zur Dachauer Straße. Sie heißt heute Baldurstraße. Ihre schönen Ahornbäume pflanzte zu Beginn des 20. Jahrhunderts der Nederlinger Bauer Matthias Reindl, weil er eine schattige Straße für den Kirchgang haben wollte. Vermutlich ist er bei der Sadelerstraße links abgebogen, die damals noch nicht an der Baldurstraße endete, sondern entlang der Mauer des alten Westfriedhofs zur alten Moosacher St.-Martins-Kirche führte. Sie hieß Bodenbreitenstraße und führte von Gern nach Moosach, wo noch ein Abschnitt der Straße mit dem gleichen Namen vorhanden ist. Der Rest der Straße wurde anlässlich der Erweiterung des Westfriedhofs teils Sadelerstraße benannt, teils aufgelassen. Er ist aber im Friedhof noch als breiter Weg zwischen der alten und der neuen Anlage zu erkennen.

### 20. Jahrhundert
Zuletzt wurde der Weiler Nederling im Ortschaften-Verzeichnis des Königreichs Bayern von 1904 zum Stand der Volkszählung von 1900 aufgelistet, mit 24 Einwohnern in drei Wohngebäuden. Am 1. Juli 1913 wurde Nederling als Ortsteil der Gemeinde Moosach in die Stadt München umgegliedert.
Im Jahr 1909 wurden die Straßenbahngleise vom Rotkreuzplatz zum Westfriedhof verlängert, auf denen einst die Vierer fuhr. Als die U-Bahn zum Rotkreuzplatz gebaut wurde, musste sie am 27. September 1981 eingestellt und durch eine Omnibuslinie ersetzt werden, bis am 24. Mai 1998 erstmals ein Zug der U 1 den Westfriedhof erreichte.
Eine literarische Erwähnung der Straßen Nederlings findet sich in dem Roman „Föhn“ von Martin Gregor-Dellin, der in den 1960er Jahren in der Nederlinger Straße gewohnt hat. Der Roman hat den ersten Banküberfall mit Geiselnahme in Deutschland zum Thema, der in München am 4. August 1971 in der Prinzregentenstraße verübt worden war. Dellin ließ einen der Täter, den er, inspiriert durch die Röhrmooser Straße, Rohrmoser nannte, in der Baldurstraße wohnen und sich zu Recht über den plumpen Engel wundern, den er von seinem Fenster aus auf der anderen Straßenseite sah. Der Engel lag, und liegt auch heute noch, vor einem Nebeneingang des Friedhofs waagrecht auf einer Säule, streckt die Arme nach vorn und sieht aus „wie ein dickes Kind, das schwimmen lernt“.